# Каплан, Майкл
Майкл Каплан (англ. Michael Kaplan) — американский художник по костюмам. Родился в Филадельфии, штат Пенсильвания. Работает в голливудской киноиндустрии с 1981 года.
Майкл Каплан вместе с Чарльзом Ноде в 1983 году получил премию Британской академии кино и телевидения за лучший дизайн костюмов за работу в первом фильме «Бегущий по лезвию», над которым он работал как художник по костюмам. Был номинантом в номинации «Гильдия художников по костюмам 1999 года» и «Гильдия художников по костюмам 2005 года» в категории «Превосходство в дизайне костюмов для кино — Современный» для его костюмов для «Бойцовский клуб» и «Мистер и миссис Смит», соответственно.
Помимо «Бойцовского клуба» Каплан работал над тремя другими фильмами режиссёра Дэвида Финчера: «Семь», «Игра» и «Комната страха». Объединялся с режиссёром «Бегущего по лезвию» Ридли Скоттом для работы над фильмом «Великолепная афера». Также Каплан работал с Майклом Бэем над фильмами «Армагеддона» и «Перл-Харбор». Он также работал над фильмами «Танец-вспышкой», «Уликой», «Идеально», «Рождественские каникулы», «Готова на всё», «Долгий поцелуй на ночь», Джильи", «Полиция Майами. Отдел нравов», «Я — легенда» режиссёра Джей Джей Абрамс «Звёздный путь» и «Стартрек: Возмездие», «Ученик колдуна» режиссёра Джона Туртельтауба, и «Бурлеска». Вклад в «Бурлеск» привёл к номинации на премию Гильдии дизайнеров костюмов за «Превосходство в современном фильме».
Каплан совместно с Абрамсом работал над первым фильмом в трилогии сиквелов «Звёздных войн», «Звёздные войны: Пробуждение силы», и вернулся к франшизе в качестве дизайнера костюмов для «Звёздных войн: Последние джедаи».

## Избранная фильмография
- Звёздные войны: Скайуокер. Восход / Star Wars: The Rise of Skywalker (2019)
- Алиенист / The Alienist (2018)
- Звёздные войны: Последние джедаи / Star Wars: The Last Jedi (2017)
- Парни со стволами / War Dogs (2016)
- Звёздные войны: Пробуждение силы / Star Wars: The Force Awakens (2015)
- Любовь сквозь время / Winter’s Tale (2014)
- Стартрек: Возмездие / Star Trek Into Darkness (2013)
- Миссия невыполнима: Протокол Фантом / Mission: Impossible — Ghost Protocol (2011)
- Бурлеск / Burlesque (2010)
- Ученик чародея / The Sorcerer’s Apprentice (2010)
- Звёздный путь / Star Trek (2009)
- Я — легенда / I Am Legend (2007)
- Везунчик / Lucky You (2007)
- Полиция Майами. Отдел нравов / Miami Vice (2006)
- Мистер и миссис Смит / Mr. & Mrs. Smith (2005)
- Michael Jackson: The One / The One (2004)
- Великолепная афера / Matchstick Men (2003)
- Джильи / Gigli (2003)
- 24 часа / Trapped (2002)
- Комната страха / Panic Room (2002)
- Перл-Харбор / Pearl Harbor (2001)
- Сохраняя веру / Keeping the Faith (2000)
- Бойцовский клуб / Fight Club (1999)
- Армагеддон / Armageddon (1998)
- Игра / The Game (1997)
- Долгий поцелуй на ночь / The Long Kiss Goodnight (1996)
- Дьяволицы / Diabolique (1996)
- Семь / Seven (1995)
- Луна над Майами / Moon Over Miami (1993)
- Готова на всё / Malice (1993)
- Кудряшка Сью / Curly Sue (1991)
- Рождественские каникулы / National Lampoon’s Christmas Vacation (1989)
- Преследователь кошек / Cat Chaser (1989)
- Родственники / Cousins (1989)
- Большой бизнес / Big Business (1988)
- Крутые ребята не танцуют / Tough Guys Don’t Dance (1987)
- Криминальные истории / Crime Story (1986)
- Улика / Clue (1985)
- Идеально / Perfect (1985)
- Американская мечтательница / American Dreamer (1984)
- Похититель сердец / Thief of Hearts (1984)
- Несмотря ни на что / Against All Odds (1984)
- Танец-вспышка / Flashdance (1983)
- Бегущий по лезвию / Blade Runner (1982)